# (541052) 2018 CS5
(541052) 2018 CS5 es un asteroide perteneciente al cinturón de asteroides descubierto el 23 de junio de 2010 por Wide-field Infrared Survey Explorer desde el telescopio espacial Wide-Field Infrared Survey Explorer (WISE), Estados Unidos.

## Designación y nombre
Designado provisionalmente como 2018 CS5.

## Características orbitales
2018 CS5 está situado a una distancia media del Sol de 2,682 ua, pudiendo alejarse hasta 3,006 ua y acercarse hasta 2,357 ua. Su excentricidad es 0,120 y la inclinación orbital 28,30 grados. Emplea 1604,45 días en completar una órbita alrededor del Sol.

## Características físicas
La magnitud absoluta de 2018 CS5 es 15,7. Tiene 4,003 km de diámetro y su albedo se estima en 0,121. 